# Operophtera isaaki
Operophtera isaaki är en fjärilsart som beskrevs av Isaak 1936. Operophtera isaaki ingår i släktet Operophtera och familjen mätare. Inga underarter finns listade i Catalogue of Life.